# Lochvycký rajón
Lochvycký rajón (ukrajinsky Лохвицький район) byl rajón v Poltavské oblasti na Ukrajině. Hlavním městem byla Lochvycja a rajón měl přibližně 42 tisíc obyvatel. 

## Sídla v rajónu
- Lochvycja
- Zavodske